# Singelåkning (konståkning)
Singelåkning är en tävlingsform inom konståkning. Det finns två klasser, dam och herr, vilka i sin tur delas in i Minior, Ungdom 13, Ungdom 15, Junior och Senior på grund av ålder. Tävlingen har två indelningar kortprogrammet och friprogrammet som man får poäng för.

## Kortprogrammet
Kortprogrammet är begränsat till en tidsperiod om max 2 min och 50 sek för seniorer. Damernas kortprogram ska innehålla en hoppkombination, ett solohopp omedelbart föregående av steg, ett axelhopp, en hoppiruett, en kombinationspiruett, en himmelspiruett och en stegsekvens. För herrar gäller samma sak med undantag att himmelspiruetten utbyts mot en piruett i en position med fotbyte.

## Friåkningsprogrammet
Friåkningsprogrammets maxlängd är 4 minuter för damer och 4,5 minuter för herrar (seniorer). Även i finns det bestämmelser för vilka element som tillåts men med större valfrihet jämfört med kortprogrammet. 
Det har utformats ett nytt bedömningssystem efter en skandal i OS och nu har varje element en viss baspoäng där domarna sedan bedömer kvaliteten i en skala från -3 till 3 vilket ökar eller sänker baspoängen. Avdrag i totalsumman görs för fall, fel i programlängd och otillåtna element. 
Poängen från elementen adderas med poäng för fem programkomponenter, bland annat koreografi och skridskoskicklighet där domarna bedömer åkarna med en skala från 0-10.

## Tävlingarna
De stora tävlingarna är OS, VM, EM, GP och "Four Continents Championship". Efter det första momentet, det korta programmet, går de tjugofyra främst placerade vidare till friprogrammet, (som brukas räknas som final). Är det kval till en tävling har man ett friåkningsprogram som kvalprogram.